# 黒木千羽
黒木 千羽（くろき ちわ）は、日本のタレント・ナレーター。大阪府出身。龍谷大学短期大学部卒業。所属事務所は大阪のJプロダクション。　

## 人物
- 以前は大阪テレビタレントビューローに所属。
- デビューは、滋賀県のびわ湖放送のお天気おねえさん。
- 夕方のニュース「BBCニュースTODAY」内でリポーターもしていた。
- その後、大阪の毎日放送ラジオ「蜂谷薫のサンデー競馬」アシスタント。
- デイリースポーツ関西版で競馬コラム「おしゃべりターフ」も連載。
- よく気ままに長期の海外旅行に出かけるらしく、一時は仕事から遠のいていたようだが、FM大阪の「ワールドオアシス」出演以降、ナレーションの仕事を中心に活動。
- ラジオ関西「神姫バス提供・歌声は風にのって」パーソナリティ。
- 中低音の落ち着いた声が持ち味で、ストレートナレーションの仕事が中心。
- 旅行好きのあまり、ツアコンの資格を取って某大手旅行会社で添乗職も経験。日本国内の全都道府県と海外35カ国の渡航経験を活かして、講演や執筆もしている。